# Hochéâ
Hochéâ est l'ancêtre du prénom Josué[réf. souhaitée]. Il provient de la Bible et signifie « Dieu a agréé ».